# Dragan Jokić
Dragan Jokić (* 20. August 1957 in Zvornik, Jugoslawien) war im Juli 1995 Offizier und Chef der Ingenieurtruppen der Zvornik-Brigade. Er wurde vom Internationalen Strafgerichtshof für das ehemalige Jugoslawien (ICTY) in Den Haag wegen des Massakers von Srebrenica angeklagt. Jokić stellte sich freiwillig den Behörden, wurde am 17. Januar 2005 zu neun Jahren Haft verurteilt und am 13. Januar 2010 vorzeitig entlassen.

## Vorgeschichte
Im Juli 1995 verließen 30 Busse mit ca. 7000 bosnischen Muslimen die Kleinstadt Bratunac in Ostbosnien und brachten die Männer in Internierungslager. Sie wurden vor allem in den Schulen von Grbavci, Petkovci sowie in Pilica untergebracht. In den folgenden Tagen transportierte man sie in kleinen Gruppen und mit verbundenen Augen zu Feldern in der Nachbarschaft und exekutierte die Männer. Die Toten wurden in Massengräbern beigesetzt.
500 bosnische Muslime wurden im Kulturzentrum von Pilica exekutiert. Zur Aushebung von Massengräbern und zum Transport der Leichen standen Lastwagen und Bagger bereit, eine Aufgabe, die von der technischen Abteilung von Zvornik bereits mehrfach übernommen worden war. Dragan Jokić war der Leiter dieser Abteilung.

## Anklage
Dragan Jokić wurde nach Abs. 1 des ICTY-Statuts beschuldigt, von den geplanten Verbrechen gewusst zu haben. Es soll ihm bekannt gewesen sein, dass er mit schweren Erdbaumaschinen und Baggern Massengräber ausheben haben lassen soll. Er wurde zusätzlich angeklagt, an der Planung und Organisation teilgenommen zu haben. Die Koordination der Kommunikation zwischen den Offizieren und der Kommandoeinheit gehörte ebenfalls zu seinen Aufgaben und habe die Tat erst ermöglicht. Außerdem habe er in Fortschrittsberichten über die Operation berichtet.
Der Strafgerichtshof in Den Haag klagte ihn am 15. Mai 2001 an und Jokić stellte sich am 15. August 2001 freiwillig den Behörden. Er wurde noch am gleichen Tag dem Strafgerichtshof in Den Haag überstellt.
Am 10. Januar 2002 stellte Jokić einen Antrag auf vorübergehende Freilassung. Dieser wurde am 28. März 2002 abgelehnt. Am 18. April 2002 erhielt er die Erlaubnis, einen neuen Antrag zu stellen, dem das Gericht am 28. Mai 2002 entsprach. Am 11. April 2003 hob das Gericht diesen Entscheid auf und Jokić wurde erneut inhaftiert.

## Verhandlung und Urteil
Jokić erschien am 21. August 2001 erstmals vor Gericht und wurde zusammen mit Vidoje Blagojević angeklagt, ein Prozess, der unter dem Stichwort „Srebrenica“ vereint wurde. 
Das Gericht bestand aus dem chinesischen vorsitzenden Richter Liu Daqun, dem ukrainischen Richter Volodymyr Vassylenko sowie der aus Argentinien stammenden Richterin Carmen Maria Argibay. Die Anklagevertreter waren Peter McCloskey, Antoinette Issa sowie Stefan Waespi. Jokićs Verteidigung übernahmen Miodrag Stojanović und Branko Lukić.
Die Anklage präsentierte zwischen dem 14. Mai 2003 und dem 27. Februar 2004 ihre Anklagepunkte, die Verteidigung präsentierte ihre Beweise zwischen dem 1. und 23. Juli 2004. Die Anklage forderte eine Haftstrafe von 15 bis 20 Jahren.
Dragan Jokić bekannte sich für unschuldig. 
Das Gericht besuchte zum besseren Verständnis der geschilderten Vorfälle die Tatorte. Es kam zu dem Schluss, dass die Rolle von Jokić nicht so bedeutend war, wie sie ursprünglich vermutet wurde. Er sei lediglich Befehlsempfänger gewesen und habe keine Befehlsgewalt gehabt. Durch das Entsenden von Maschinen habe Jokić allerdings die Bestattung in Massengräbern erst ermöglicht und damit die Tat erleichtert. Das Gericht befand Jokić nicht für schuldig, Morde im Sinne von Verbrechen gegen die Menschlichkeit gegangen zu haben.
Der Urteilsspruch basiert darauf, dass man Jokić auf Grund von Artikel 7 Abs. 1 des ICTY-Statuts für schuldig befand, folgende Verbrechen begangen zu haben:
- Mord (Verletzung der Gesetze des Krieges)
- Ausrottung (Verbrechen gegen die Menschlichkeit)
- Verfolgung (Verbrechen gegen die Menschlichkeit)

Am 17. Januar 2005 wurde Dragan Jokić zu einer Gefängnisstrafe von 9 Jahren verurteilt. Das Urteil wurde am 9. Mai 2007 von der Berufungskammer bestätigt. Er wurde am 13. Januar 2010 vorzeitig aus der Haft entlassen.